# フォトフェックスカメラ
フォトフェックスカメラ (Fotofex Kameras) はフリッツ・カフタンスキー (Fritz-Bedrich-Fréderic Kaftanski) により1927年にドイツのベルリンで創業したカメラメーカーである。ミノックスより5年前に非常にコンパクトなカメラ、ミニフェックスを発売した。

## 製品
- ミニフェックス（Mini-Fex, 1932年発売[1]） - カフタンスキーにより1931年に設計された。裏紙付き16mmフィルムを使用し13x18 mm判の36枚撮り[2]。レンズは固定で、マイヤー (Meyer) 製トリオプラン (Trioplan) 25 mm F5[2]、シュタインハイル製カッサー (Cassar) 25 mm F3.5, アストロ・ベルリン (Astro Berlin) 製タコン (Tachon) 25 mm F0.95[2][3]、25 mm F2, アストロ・ベルリン製パンタッカー (Pan Tachar) 25 mm F1.8, アストロ・ベルリン製アストラー (Astrar) 25 mm F2.7, アストロ・ベルリン製アスタン (Astan) 25 mm F3.5[4]、アストロ・ベルリン製アスカニアF1.8付き[1]、アストロ・ベルリン製アスター付き[4]、ルートヴィヒ (Ludwig) 製ヴィダー (Vidar) 25 mm F3.5, ルートヴィヒ製ヴィクター (Victar) 25 mm F3.5付き、25 mm F4.5付きモデルが著名である。シャッターはフリードリヒ・デッケル製リムセットコンパー付きが多いが、バリオ付きやプロンター製プロント付きも存在する。ピント合わせは前玉回転、目測。フィルム送りは赤窓式で自動巻止めや二重撮影防止装置はない。当時は専用引き伸ばし機も発売されていた。レンズシャッターはボディーの高さからはみ出すように装着され、シャッターにボディーがついたようで一見使いにくそうに見えるが、実際には使いやすく写りも良い[4][5]。
- ミニフェックスMG（Mini-Fex MG, 計画のみ） - モーター内蔵モデルで、計画されたが発売されなかった。MGはドイツ語で機関銃 (Maschinengewehre) の意。